# 新北市蘆洲區仁愛國民小學
新北市蘆洲區仁愛國民小學是一所位在新北市蘆洲區的公立小學，是蘆洲區第四所國民小學。

## 校史
- 1973年10月，都市計劃為文小(一)校用地[2]。
- 1988年
  - 4月，奉縣長林豐正指示於蘆洲鄉成立第四國民小學，以紓解鷺江國小二部制壓力[2]。
  - 5月，前蘆洲國小校長許連興奉指示任籌備主任，負校地徵收事宜[2]。
- 1991年9月1日，正式招收一至四年級學生，暫借鷺江國小上課[2]。
- 1991年11月，校舍部分完成，學生正式進校上課[2]。
- 1992年11月17日，第一期校舍驗收啟用[3]。
- 2003年1月16日，設立校史室[2]。

## 校長
- 第一任：羅子瑜（1989年8月1日－1997年7月31日）
- 第二任：徐鳳春（1997年8月1日－1999年7月31日）
- 第三任：陳芳雄（1999年8月1日－2007年7月31日）
- 第四任：李美秀（2007年8月1日－2011年7月31日）
- 第五任：高元杰（2011年8月1日－2015年6月30日）
- 第六任: 包志強(2015年8月1日－2018年7月31日)
- 第六任: 陳志哲(2018年8月1日-現任)

## 校隊
- 飛盤
- 舞蹈
- 扯鈴
- 籃球
- 直笛
- 弦樂
- 棒球
- 足球
- 田徑
- 樂樂棒球

## 外部連結
- 蘆洲區仁愛國民小學
- 仁愛建設網
- https://www.youtube.com/watch?v=DXrUTK-WxPw&t=474s